# گره (مدار الکتریکی)
گره در مهندسی برق به هر نقطه از مدار اشاره می‌کند که دو یا تعداد بیشتری از عناصر مدار به آن نقطه متصل باشند. برای اینکه دو گره متفاوت از یکدیگر باشند، باید دارای ولتاژهای متفاوتی نیز باشند. ابزار و راه‌کاری بسیار ساده برای یافتن یک گره در یک مدار الکتریکی استفاده از قانون اهم: V=IR است. هنگامی که نمای شماتیک یک مدار مدنظر است، مقاومت الکتریکی سیم‌های ایدئال (ارتباطات بین عناصر مدار) صفر اهم در نظر گرفته می‌شود. از آنجایی که می‌توان فرض کرد هیچ اختلاف یا تغییر پتانسیلی در دو سر هر بخش از سیم‌های رابط وجود ندارد، پس می‌توان سیم‌های رابط بین هر یک از اجزای مدار را بخشی از گره مشابه در نظر گرفت.
Voltage = Current * Resistance
از آنجایی که ولتاژ واحد اندازه‌گیری اختلاف پتانسیل است بنابراین ولتاژ بین هر یک از دو بخش گره مشابه برابر است با:
Vab= (Current) * 0
لذا در هر دو نقطه بر روی یک گره، اختلاف پتانسیل برابر صفر است؛ بنابراین ولتاژ در کل یک گره برابر مقداری یکسان است.

هر یک از رنگ‌ها در مدار شکل بالا نشان دهنده یک گره‌است.

در دیاگرام مدار (شکل مفروض) ولتاژ در سراسر گره (بخش‌های) سبز مقادیری یکسان دارد، همین‌طور ولتاژ در تمامی بخش‌های گره آبی و قرمز نیز دارای مقادیری واحد اما متفاوت از یکدیگر (منظور گره‌های غیر مشابه) است.
در اغلب موارد، اختلاف ولتاژ بین یک نقطه بر روی یک قطعه فلزی (مانند سیم مسی) و ولتاژ در نقطه دیگری از همان قطعه فلز یا در بخش‌های خرد اتصال فلز اول با فلزی دیگر (در یک اتصال فلز با فلز) آن قدر کوچک است که معمولاً فاقد اهمیت و ناچیز در نظر گرفته می‌شود؛ بنابراین هر قسمت یا بخش از فلز اتصال دهنده اجزای مدار به یکدیگر می‌تواند بخشی از همان گره فرض شود.
برخی از استثنائات قابل توجه که در آن مقادیر اختلاف پتانسیل به اندازه‌ای بزرگ است که قابل ملاحظه هستند و عبارتند از:
- در اندازه‌گیری با دقت بالای میزان یک مقاومت الکتریکی در اتصال کلوین.
- در اتصال زمین و نول، بین سیم نول و سیم زمین الکتریکی در دوشاخه‌ها و پریزهای خانگی جریان متناوب که می‌تواند کشنده باشد.
- در اثر ترموالکتریک و اثر پلتیر.
- در اتصالات استفاده کننده از سیم‌های آلومینیومی.